# Koúnos
Koúnos (en grec moderne : Κούνος) est un village du dème du Magne-Oriental, dans le district régional de Laconie, en Grèce

## Localisation
Koúnos est situé au sud-ouest du Magne entre Areópoli et Geroliménas.

## Communauté locale de Koúnos
Koúnos est le siège d'une communauté locale comptant 180 habitants. du sud-ouest du Magne entre Areópoli et Geroliménas.
Les villages de la communauté locale de Koúnos sont:
- Koúnos (96 hab.),
- Agia Kyriaki,
- Agios Athanasios,
- Dry,
- Elaia,
- Kalopyrgos,
- Karavas,
- Keria,
- Kipoula,
- Lagoudies,
- Pagia,
- Stavrí,
- Trochalakas